# آمور ۱۲۲۱
سیارک ۱۲۲۱ (به انگلیسی: 1221 Amor، نامگذاری:1932EA1) هزار و دویست و بیست و یکمین سیارک کشف شده‌است که در ۱۲ مارس ۱۹۳۲ کشف شد.
قدر مطلق سیارک برابر ۱۷٫۷۰ است.